# Porocottus leptosomus
Porocottus leptosomus is een straalvinnige vissensoort uit de familie van donderpadden (Cottidae). De wetenschappelijke naam van de soort is voor het eerst geldig gepubliceerd in 2002 door Muto, Choi & Yabe.